# Adlkofen
Adlkofen er en kommune i Landkreis Landshut, i regierungsbezirk Niederbayern i den tyske delstat Bayern.

## Geografi
Adlkofen ligger kun omkring 8 km øst for Landshut syd for Isardalen.

### Nabokommuner
Adlkofen grænser op til disse kommuner
- Kumhausen
- Geisenhausen
- Kröning
- Niederaichbach

### Inddeling
De større landsbyer i kommunen er: Adlkofen, Deutenkofen, Läuterkofen, Jenkofen, Beutelhausen, Reichlkofen, Günzkofen, Göttlkofen og Schwatzkofen. Der er også en del mindre landsbyer og bebyggelser, i alt over 90.